# اعتلال الشبكية المصلي المركزي
اعتلال الشبكية المركزي المصلي (اختصارًا CSR) ويُعرَف أيضاً باسم الاعتلال المشيموي الشبكي المركزي المصلي، هو مرض يصيب العين ويُسبّب إضعاف رؤية مؤقت غالباً.
وفي أغلب الأحيان يصيب عيناً واحدة. عندما يَنْشَط المرض فإنه يتّصف بارتشاح السوائل تحت الشبكية والتي تميل للتجمّع تحت اللطخة المركزية، فينتج عن ذلك طمس أو تشويه الرؤية (بالإنجليزية: metamorphopsia)‏. النقطة المطموسة أو الرمادية في حقل الرؤية المركزي شائعة عندما تنفصل الشبكية. انخفاض حدّة الرؤية قد يستمر بعد اختفاء السائل. صورة مأخوذة بواسطة تقانة التصوير البصري المتماسك Optical coherence tomography توضح اعتلال الشبكية المركزي المصلي في النقرة المركزية.

## الأسباب
هذا المرض يُعتبر مجهول السبب.غالباً ما يصيب هذا المرض الذكور البيض من الفئة العمرية 20_50 وأحياناً يصيب بقية الفئات. يُعتَقد أنّ هذه الحالة تُثار بالكَرْب واستخدام الستيروئيدات القشرية.
الCSR هو عبارة عن انفصال سائل طبقات اللطخة عن نسيجها الداعم، مما يسمح للسائل المشميمي بالارتشاح تحت الشبكية.
تعزيز السائل يبدو أنه يظهر بسبب صغير كسور صغيرة في الظهارة الصباغية للشبكية.
ال CSR يدعى أحياناً بالمرض مجهول السبب لأن أسبابه غير معروفة. ومع ذلك، يلعب القلق دوراً هاماً.
 
مما يُسْتَشهد به فعلاً_لكنه ليس دقيقاً_ أن أصحاب المهن ذات الضغط والقلق النفسي العالي stress لديهم احتمالية أكبر للإصابة بCSR.
مرض CSR يترافق أيضاً مع مستويات عالية من الكورتيزول والستيروئيدات القشرية حيث أن المصابين ب CSR يملكون مستويات عالية من الكورتيزول.
الكورتيزول هو هرمون يفرَز من قِبل قشر الكظر ويسمح للجسم بالتعامل مع حالات الكرب والشدة stress
وهذا يمكن أن يفسّر  ارتباط الارتباط أو العلاقة بين مرض CSR و حالات الشدة والقلق.
هناك دليل شامل على تأثيرات القشرانيّات السكرية(الهرمونات الستيروئية التي تنتجها المنطقة الحزمية من قشر الكظر) _ومن أمثلتها الكروتيزون_ والتي تُستَخدم بشكل شائع لعلاج الالتهابات وحالات التحسس (التأق، بالإنكليزية allergy) وبعض الأمراض الجلدية وحتى أمراض عينية معينة؛ المحرّضة ل CSR
حيث تزيد خطورة معاودة ظهور هذا المرض.
في دراسة وُثّقت من قبل المجلة الهندية
 لعلم الأدوية وأوضحت أن شاباً كان قد استخدم عقار بريدنيزولون Prednisolone وبدأ يُظهر وجود سائب تحت الشبكية دالّاً على مرض CSR، ومع التوقّف عن استخدام جرعة الستيروئيد زال ذاك السائل ولم يعُد يبدي أية دلالة على عودته.
 ذلك أشار إلى أن الستيروئيدات قد تكون سبباً مُحتَملاً لاعتلال الشبكية المركزي المصلي.
في دراسة شملت 60 شخصاً مصاباً بمتلازمة كوشينغ، تبيّن وجود مرض CSR لدى ثلاثة منهم؛ أي ما يُعادل نسبة 5%.
متلازمة كوشينغ
( Cushing's syndrome بالإنكليزية)
 هي متلازمة تتصف بمستويات عالية من هرمون الكورتيزول.
 أدوية عديدة من مقلِّدات التأثير الودي مرتبطة أيضاً بإحداث هذا المرض.
الأدلّة تثبت أيضاً تورّط الملتوية البوابية (بالإنكليزية Helicobacter pylori) بتسبيب CSR، حيث تبيّن أن وجود هذه الجرثومة مرتبط جيداً مع حدة الرؤية
وموجودات أخرى في الشبكية تالية للإصابة بهذه الجرثومة.
أيضاً هناك دليل على أنّ مَن يعاني من داء الكلية MPGN type II يمكن أن يُطوّر شذوذات في الشبكية تتضمن CSR ويكون سبب هذه الشذوذات هو ترسّب مادة في الشبكية هي نفسها المادة التي سببت بالأصل ضرراً للغشاء القاعدي الكُبّي في الكلى..

## التشخيص
إنذار CSR ممتاز بشكل عام.

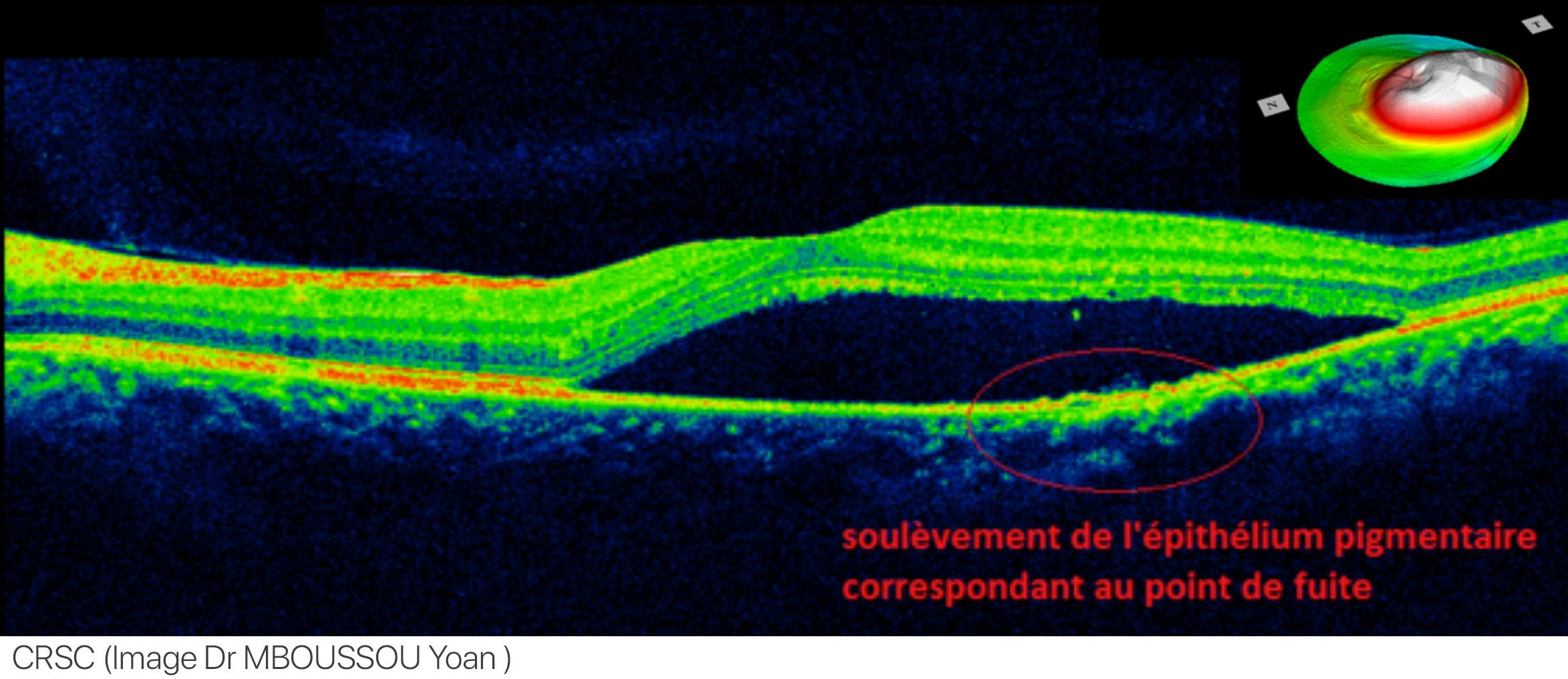
اعتلال المشيمية والشبكية المصلي المركزي

بينما فقدان الرؤية الفوري قد يكون بخسارة 20/200 في العين المصابة,سريرياً، أكثر من
 90% من المرضى استردّوا 20/30 من بصرهم أو أفضل خلال 6 شهور.
حينما تتم إزالة السائل _وحده أو من خلال المعالجة_ حِدّة الرؤية ستستمر بالتحسّن وتشوّه الرؤية سوف ينخفض مع تعافي العين.
على أية حال.. بعض شذوذات البصر تبقى حتى لو كانت حدة الرؤية المُقاسة 20/20 ومشكلات لاحقة مثل انخفاض الرؤية الليلية وانخفاض القدرة على تمييز الألوان وتشويه ناتج عن تندّب الطبقات تحت الشبكية.
 المضاعفات تشمل تكون الأوعية الحديثة تحت الشبكية وانفصال صباغي ظهاري.
المرض يمكن أن يُعاوِد الظهور مسبباً فقدان بصر متقرقٍ.
يوجد أيضاً شكل مزمن لهذا المرض يُعرف باعتلال الشبكية المركزي المصلي نمط2 والذي يظهر لدى 5% من الحالات.